# Grain de son

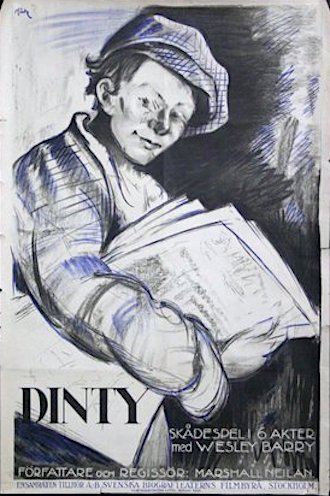
Affiche du film.

Grain de son (Dinty) est un film américain réalisé par Marshall Neilan et John McDermott, et sorti en 1920.

## Synopsis
Dans un village irlandais, la jeune Doreen Adair tombe amoureuse d'un jeune homme, Danny O'Sullivan. Un jour, Danny reçoit une offre d'emploi en Amérique. Avant de partir, il épouse Doreen. Un an plus tard, un fils naît et Doreen décide de suivre son mari en Amérique. À son arrivée à San Francisco en provenance d'Irlande, Doreen découvre par l'intermédiaire de la propriétaire de Danny, Mme O'Toole (Kate Price), que son mari a été tué dans un accident de voiture.
Pour subvenir à ses besoins et à ceux de son fils Dinty, Doreen travaille de nuit comme femme de ménage jusqu'à ce que, à l'âge de douze ans, Dinty devienne le soutien de famille en vendant des journaux et en formant son propre gang de rue avec d'autres enfants. Doreen, quant à elle, souffre de tuberculose et s'affaiblit de jour en jour.

## Fiche technique

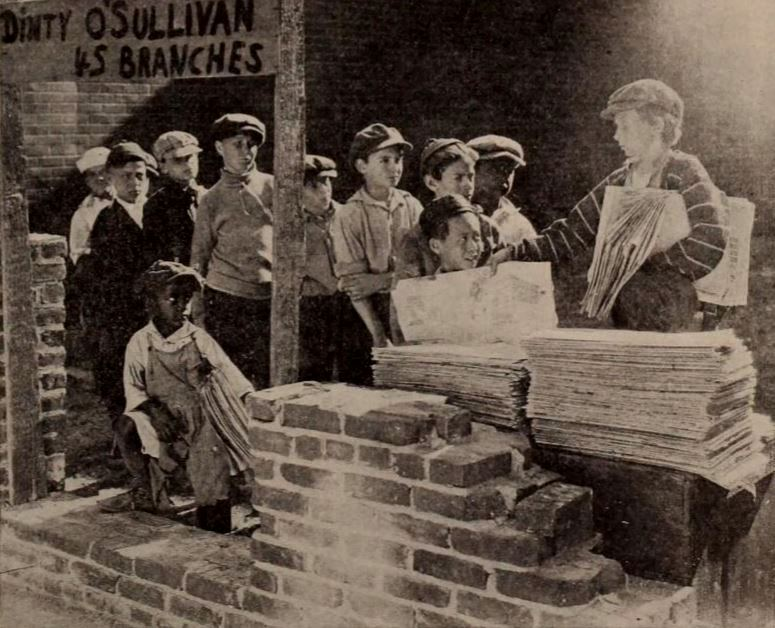
Photographie extraite du film.

- Réalisation : Marshall Neilan et John McDermott
- Scénario : Marion Fairfax
- Photographie : David Kesson, Foster Leonard, Charles Rosher
- Montage : Daniel Gray, Bessie Mason
- Production : Marshall Neilan Productions
- Distributeur : Associated First National Pictures
- Durée : 73 minutes
- Date de sortie : 29 novembre 1920

## Distribution
- Wesley Barry : Dinty O'Sullivan
- Colleen Moore : Doreen O'Sullivan
- Tom Gallery : Danny O'Sullivan
- J. Barney Sherry : Juge Whitely
- Marjorie Daw : Ruth Whitely
- Pat O'Malley : Jack North
- Noah Beery : Wong Tai
- Walter Chung : Sui Lung
- Kate Price : Mrs. O'Toole
- Tom Wilson : Barry Flynn

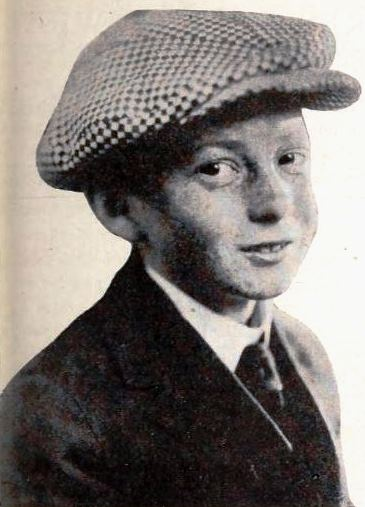
Wesley Barry dans le rôle de Dinty.

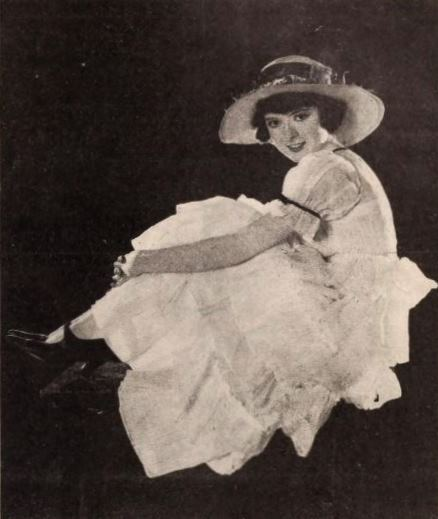
Colleen Moore dans le rôle de Doreen O'Sullivan.

- Aaron Mitchell : Alexander Horatius Jones
- Young Hipp : Wong Tai's son